# سیب گراون اشتاین

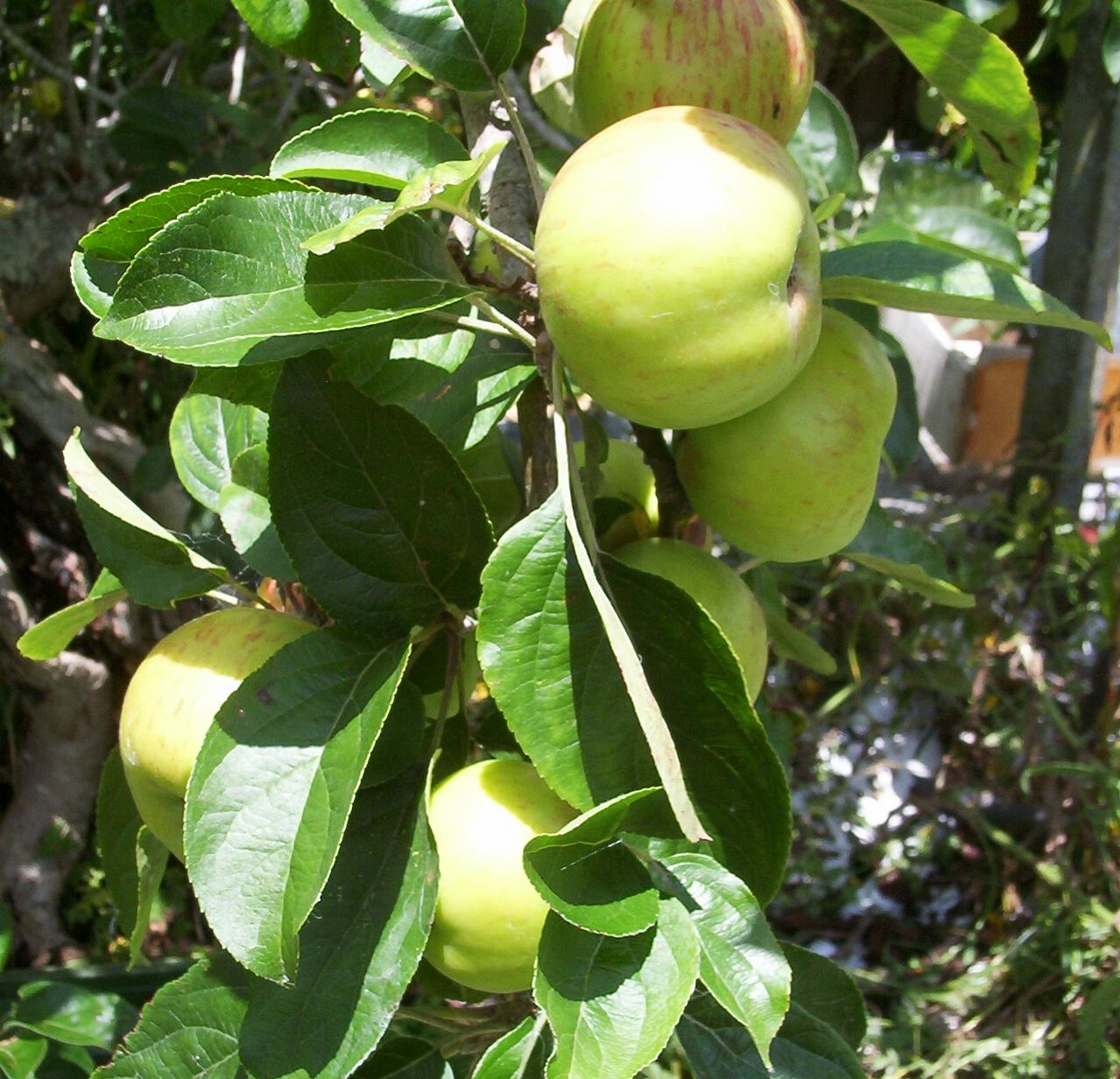
جزئیات میوه و برگها

سیب گراون اشتاین (به دانمارکی: Gråsten-Æble) یک رقم سیب بومی کشور دانمارک است. این رقم به عنوان یک نهال تصادفی در سال۱۶۶۹ کشف شد.

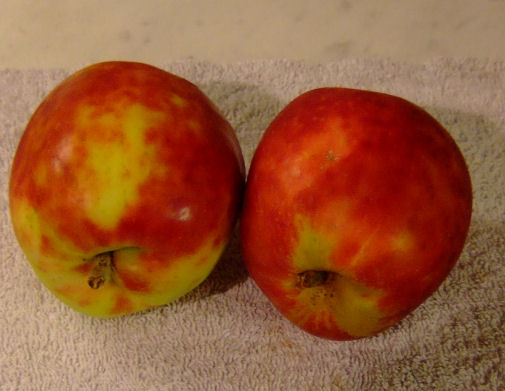
گراون اشتاین سرخ